# Verpakking

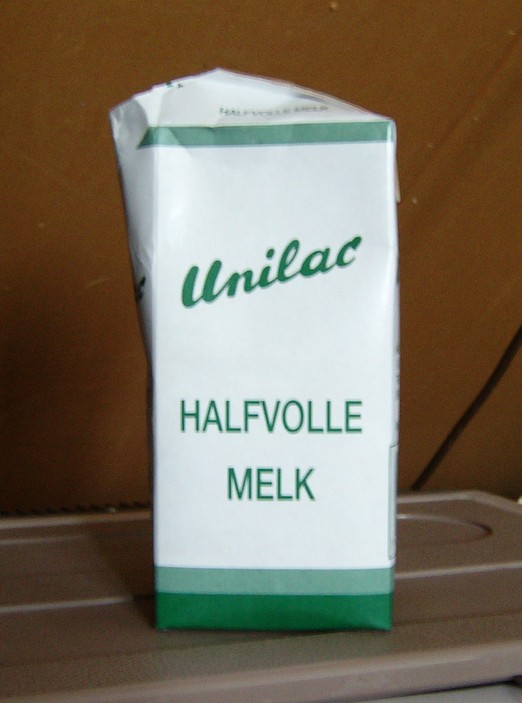
Melkverpakking

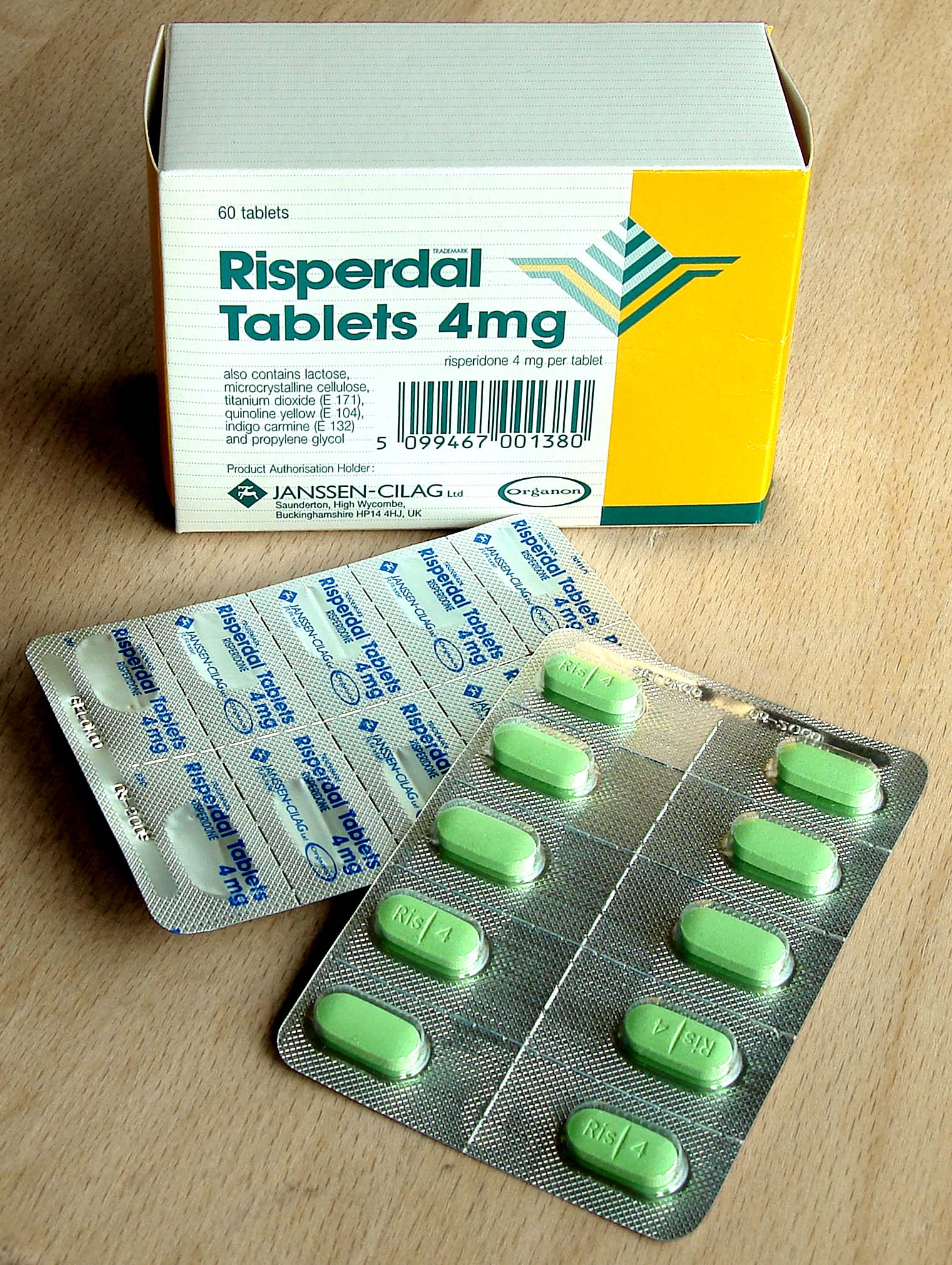
Medicijnen in een blisterverpakking

Verpakkingen zijn omhullingen van voedsel of andere producten. Er zijn verpakkingen die na gebruik worden weggegooid als verpakkingsafval en er zijn herbruikbare verpakkingen. 

## Soorten verpakkingen
Verpakkingen hebben verschillende functies, namelijk:
- bijeenhouden van een vloeistof of een gas
- bijeenhouden van losse onderdelen, zoals aardappelen, koekjes en rijstkorrels
- bescherming van producten tegen bijvoorbeeld stof, vocht en bacteriën; de zogeheten barrièrefunctie.
- bescherming van producten tegen mechanische schokken, trillingen, compressie en temperatuur[1].
- verminderen van de veiligheidsrisico's van een verzending. Een verpakking kan worden verzegeld, zodat manipulatie tijdens de verzending kan worden opgespoord.
- het delen van productinformatie, bijvoorbeeld een gebruiksaanwijzing, ingrediëntendeclaratie, houdbaarheidsdatum.
- het inzetten van (reclame-)uitingen met als doel de aandacht van de consument te trekken op het schap door middel van kleur, vormgeving of anderszins.

Verpakkingen kunnen containers zijn, zoals shampooflessen, petflessen of melkpakken, maar ook pallets waarmee goederen worden vervoerd. De belangrijkste verpakkingsmaterialen zijn papier, karton, glas, metaal, kunststof en hout. Kunststof-verpakkingen worden onder andere gemaakt met vacuümvormen, blaasvormen en spuitgieten, maar ook meer gangbare artikelen als verpakkingen voor chips en zoutjes, chocolade-repen, en dergelijke.
Verpakkingen kunnen worden verder ingedeeld in drie categorieën:
- verkoopverpakkingen (primaire verpakkingen): verpakkingen die direct om het product zitten[2], zoals hagelslagdoosjes of spuitbussen voor haarspray.
- verzamelverpakkingen (secundaire verpakkingen): verpakkingen die een aantal verpakte producten bevatten en de verkoopeenheden bij elkaar houden[2], zoals een doos met 12 pakken koffie.
- verzendverpakkingen (tertiaire verpakkingen): verpakkingen die het verladen en vervoeren van (een verzameling) verkoopeenheden makkelijker maken en die schade moeten voorkomen,[2] zoals een pallet met 100 pakken suiker.

Op sommige verpakkingen wordt statiegeld geheven.

## Houders voor het vervoer van gevaarlijke stoffen
Houders die gebruikt worden voor het vervoer van gevaarlijke stoffen moeten worden getest volgens UN-normen. Zij krijgen een UN-merkteken voor verpakkingen (het woord verpakking wordt hier in brede zin gebruikt). Dat merkteken omvat verschillende tekens:
- de letters UN in een cirkel
- een code voor de aard van de verpakking:

1: vaten  (1A: in staal, 1B: in aluminium, 1D in hout, 1G: in karton, 1H: in kunststof)
2: jerrycans
4: kisten
5: zakken
11, 13, 21, 31: IBC's (intermediate bulk containers)
50: grote verpakkingen
BK; big bags
- X, Y of Z naargelang de verpakking geschikt is voor zeer gevaarlijke, gevaarlijke of minder gevaarlijke stoffen
- verder: codes voor dichtheid, beproevingsdruk, fabricagejaar, land, fabrikant en registratienummer.

Voor de labeling van de stoffen zelf, zie o.a. lijst van gevarenklassen in GHS en ADR-gevarenklassen en -labels.

## Nederland
Van 2008 t/m 2012 was er in Nederland een verpakkingsbelasting.
Het Nederlandse Besluit van 27 oktober 2014, houdende regels voor verpakkingen en verpakkingsafval (Besluit beheer verpakkingen 2014) bepaalt dat bepaalde bij ministeriële regeling aangewezen ongevulde verpakkingen door een producent of importeur niet om niet onder de in die regeling aangegeven omstandigheden aan een eindgebruiker worden verstrekt.
Zo'n regeling is de Regeling beheer verpakkingen die per 1 januari 2016 inging. Deze verbiedt gratis verstrekking op het verkooppunt van een plastic draagtas met of zonder handgreep, om het artikel, of de artikelen, gemakkelijk te dragen, of om na opening van de fabrieksverpakking de inhoud bijeen te houden. Een plastic zak of tas is, mits de wanddikte minder dan 15 micrometer is, wel toegestaan bij onverpakte of uit het oogpunt van hygiëne onvoldoende verpakte levensmiddelen, bijvoorbeeld onverpakte appels of onverpakte broodjes.

## Abstracte verpakking
Een financieel instrument is soms een "verpakking" van onderliggende financiële producten. In de kredietcrisis bleek dat de risico's van verpakte financiële instrumenten soms onoverzichtelijk waren en te weinig ter harte waren genomen.